# ΔL
 (juin 2025).
Si vous disposez d'ouvrages ou d'articles de référence ou si vous connaissez des sites web de qualité traitant du thème abordé ici, merci de compléter l'article en donnant les références utiles à sa vérifiabilité et en les liant à la section « Notes et références ».
Le symbole ΔL (« delta L ») désigne une variation de longueur ou une différence de longueur.

## Mécanique des milieux continus et résistance des matériaux
En mécanique des milieux continus et résistance des matériaux, le symbole ΔL désigne l'allongement d'une pièce sous l'effet d'une traction. Si la longueur au repos de la pièce est L0 et sa longueur sous charge est L, alors
ΔL = L - L0.
On définit ainsi l'allongement relatif
{\displaystyle e={\frac {\Delta \mathrm {L} }{\mathrm {L} _{0}}}}
et la déformation rationnelle
{\displaystyle \varepsilon =\ln {\frac {\mathrm {L} }{\mathrm {L} _{0}}}}.
Pour les petites déformations, on a ε ≈ e. De fait, en résistance des matériaux, il est bénéfique de toujours rester en petite déformation (sinon la déformation de la pièce l'empêche de remplir ses fonctions), on écrit donc souvent
{\displaystyle \varepsilon ={\frac {\Delta \mathrm {L} }{\mathrm {L} _{0}}}}

## Chaudronnerie

### Pliage des tôles

Cotation d'une tôle pliée (haut) et tôle développée placée sur la plieuse (bas)

En chaudronnerie, le symbole ΔL est utilisé pour le pliage des tôles.
Ce qui intéresse le concepteur d'une pièce, ce sont les cotes extérieures et/ou intérieures. Le chaudronnier doit, lui, prévoir les dimensions de la tôle et choisir les paramètres du pliage : vé ou U, et position de la butée pour positionner la tôle sur la presse plieuse, qui conditionne l'endroit où va agir le contre-vé (couteau). C'est ce qu'on appelle en chaudronnerie la cote-machine (Cm).
Le ΔL est la différence entre la somme des cotes extérieures et la dimension de la tôle à plat. Le contre-vé appuiera quant à lui à ΔL/2. Le ΔL est donné par un abaque qui prend en compte la largeur du V ou du U, l'épaisseur de la tôle et l'angle du pli. La valeur du ΔL est souvent négative, mais ce n'est pas systématique. Dans un cas négatif, on appelle cela la « perte au pli ».
Pour les plis à 90°, la plupart des chaudronniers se contentent de prendre les cotes intérieures ; à quelques dixièmes de millimètre près, cela revient au même que la détermination du ΔL. Toutefois, ceci est une grosse erreur lorsque le cahier des charges de la pièce pliée spécifie un rayon intérieur particulier (cas courant), car le rayon intérieur influence la valeur de ΔL et donc de la longueur développée (forme à plat recherchée avant formage).

### Historique du ΔL
Les valeurs de ΔL proviennent de plusieurs semaines de recherches menées dans les ateliers de l'entreprise Promecam (racheté en 1985 par Amada) dans les années 1970. Elles furent établies à l'aide de tests relevant d'une normalisation des outils de presses plieuse. Les tests furent simples :
1. Plier une tôle de telle épaisseur de telle matière.
2. Constater la conséquence de la cote extérieure par rapport au réglage de la cote machine.
3. En déduire une relation mathématique : ΔL.

Le développement de l'informatique a permis de déterminer avec précision la position de la fibre neutre en pliage (qui dépend directement du Ri), mais aussi de la valeur à plus de six décimales de chaque ΔL. 
Il est bien évident qu'en règle générale, une telle précision n'est pas indispensable ; cependant, lorsqu'un plan client donne des intervalles de tolérance relativement faibles, il est préférable de faire ces calculs au plus proche de ce dont la machine est capable d'approcher : si une plieuse est précise à 1/100 de mm, faire ces calculs aux 1/100.

### Relation du ΔL à la matière
Le ΔL est en relation directe avec la nature de la matière. En effet, le ΔL est déterminé par un facteur important : l'allongement à la rupture A%. Un acier d'usage général ne va pas s'étirer de la même manière qu'un inox ou qu'un alliage d'aluminium. Pour être vraiment précis, il faudrait donc utiliser un abaque différent selon l'allongement à la rupture, celui-ci étant indiqué sur le certificat matière.
Ceci qui explique que certains ateliers de chaudronnerie se sont fait « avoir » en achetant par exemple de l'acier de mauvaise qualité : les calculs de longueur développée se sont révélés faux avec plusieurs millimètres d'écart ! Donc, mieux vaut acheter de l'acier un peu plus cher mais tout de même avec certaines garanties…